# ТЕЦ Іновроцлав
52°46′2″ пн. ш. 18°14′28″ сх. д. / 52.76722° пн. ш. 18.24111° сх. д.
ТЕЦ Іновроцлав — теплоелектроцентраль у центральній частині Польщі, за чотири десятки кілометрів на південний схід від Бидгощі.
Ще з 1879 року в Іновроцлаві діє содовий завод, котрий наразі належить компанії Soda Ciech. Для забезпечення своїх енергетичних потреб він має власну ТЕЦ, у якій станом на кінець 2010-х працювало чотири запущені в 1977—1979 роках вугільні парові котла типу ОР-110 виробництва Steinmőller-Lentjes. Від них живились три турбіни із протитиском — дві потужністю по 13,2 МВт та одна з показником 11 МВт. Остання стала до ладу в 2015-му та була постачена брненською компанією Ekol.